# Шамаев, Борис Александрович
Борис Александрович Шамаев (1918—1998) — один из руководителей восстания заключенных в Горлаге (Норильск) в 1953 году, председатель комитета заключённых 3-го (каторжанского) лаг. отделения Горлага.

## Биография
Родился 14 сентября 1918 года в посёлке Аулие-Ата (ныне город Тараз в Казахстане), родом из крестьян, русский. Отец — Андреев Владимир Фёдорович, мать — Анна Степановна (после развода вышла замуж за Александра Александровича Шамаева, который дал Борису новую фамилию и отчество). В 1934 году окончил неполную среднюю школу в городе Фрунзе (ныне Бишкек), в 1938 году — механико-тепловозный техникум в Ашхабаде, в 1939-1940 годах — Московское военно-инженерное училище (МВИУ). Выпущен досрочно в звании лейтенанта инженерных войск РККА, награждён нагрудным знаком «Отличник РККА» (№ 250). Затем был командирован для прохождения службы в 282 ОСБ 118 СД в Кострому, где исполнял обязанности начальника школы младшего командного состава; 17 мая 1941 года откомандирован в 3-ю армию Западного особого военного округа. В в/ч 3287, дислоцировавшейся в местечке Ружаный Сток Домбровского района Белостокской области, временно замещал командира технической роты, затем был назначен командиром парковой роты 399 миномётно-сапёрного батальона 6 отдельной артиллерийской бригады. В этой должности встретил 22 июня 1941 года. В июле был ранен, попал в плен, несколько раз неудачно пытался бежать. В лагере вступил в подпольную организацию, по её заданию принял предложение немцев о сотрудничестве с их разведкой. Оказывал содействие военнопленным, предпринимавшим попытки к бегству. В конце войны сам в составе группы военнопленных бежал и перешёл линию фронта. Трибуналом Ленинградского военного округа осуждён за «измену Родине» на 20 лет каторжных работ.
В заключении работал кузнецом, слесарем, рабочим в песчаном и глиняном карьерах, землекопом, затем конструктором, техником-сметчиком и в других инженерных должностях на строительстве различных объектов, прорабом по капитальному ремонту, техническим руководителем. За добросовестную работу, внесение рационализаторских предложений неоднократно премировался администрацией производства, взысканиям за первые восемь лет не подвергался.
Пользовался авторитетом среди заключённых. С началом восстания избран председателем комитета 3 лагерного отделения. Составил тезисы для переговоров. Всеми средствами вёл агитацию за протест в рамках советских законов, за мирное ожидание правительственной комиссии. Комитет под его руководством исключил из своего состава заместителя Шамаева — бывшего советского партизана Ивана Воробьёва, организовавшего изготовление оружия.
При подавлении восстания 4 августа 1953 года ранен, вместо больницы отправлен в Центральный ШИЗО Горлага, где дополнительно жестоко избит. 17-24 июля 1954 года на основании Указа от 25 мая 1947 года «Об отмене смертной казни» осуждён спецколлегией Красноярского краевого суда (вместе с И. Е. Воробьёвым, П. У. Тарковзаде (Тарковцаде), П. В. Миколайчуком, А. Д. Игнатьевым) к 25 годам лишения свободы с поражением в правах сроком на 5 лет.
Находился в Александровском централе (тюрьма № 5, Иркутская обл.), затем во Владимирском централе (тюрьме № 2). С сентября 1956 года добился привлечения к работе и работал в учебно-производственных мастерских (в переплётном, пакетном, тарном и столярном цехах). В августе 1959 года по ходатайству тюремной администрации оставшийся срок тюремного заключения был заменён отбытием в ИТК, Шамаев содержался на 19 лагпункте Дубравлага МВД СССР в Мордовской АССР.
Освобождён 28 августа 1968 года. Жил и работал в Алма-Ате. 10 марта 1993 года реабилитирован (приговор и определение судебной коллегии от 1954 года отменены, дело прекращено за отсутствием состава преступления). Скончался 24 февраля 1998 года, похоронен в Алма-Ате.

## Семья
Весной 1941 года лейтенант Борис Шамаев женился на 18-летней Ольге Георгиевне Немчаниновой, которую знал с детства. Она поехала за ним в Кострому, но в Белоруссию не попала. В июле 1941 года получила извещение о том, что её муж пропал без вести. Ждала его возвращения до конца войны, затем вышла замуж, родила двух дочерей, вскоре овдовела. О том, что Борис Шамаев жив, она узнала только в 1968 году. 50-летний Шамаев вызвал супругу в Алма-Ату и вновь заключил с нею брак, в котором прожил почти 30 лет.